# Pandea rubra
Pandea rubra är en nässeldjursart som beskrevs av Bigelow 1913. Pandea rubra ingår i släktet Pandea och familjen Pandeidae. Inga underarter finns listade i Catalogue of Life.